# Смилянич, Радойе
Радойе Смилянич (серб. Радоје Смиљанић/ Radoje Smiljanić; 22 августа 1978, Ужице, Югославия) —  сербский футбольный тренер, известен по совместной работе с Марко Николичем и Стевицей Кузмановским. С июня 2024 года в тренерском штабе клуба ЦСКА (Москва).

## Карьера
Радойе Смилянич родился в сербском городе Ужице, на детско-юношеском уровне играл в местных командах «Слобода» и «Единство». На взрослом уровне не выступал, в девятнадцать лет принял решение стать тренером, получил образование по тренерской специальности в Белградском университете. В начале тренерской карьеры работал в белградском клубе «Мондиал» из четвертого дивизиона.
Летом 2003 года Смилянич стал ассистентом Марко Николича в молодёжном составе клуба «Рад» (Белград). Затем в 2005 году Смилянич в течение полугода работал ассистентом Чедомира Джоинчевича с основной командой «Рада».
Осенью 2005 года Смилянич присоединился в качестве ассистента к македонскому тренеру Стевице Кузмановскому, с которым работал несколько лет в Болгарии — сначала в клубе «Беласица» (Петрич), затем в «Славии» (София). В «Славии» он также возглавлял дублирующий состав. В 2010 году, вернувшись из Болгарии, Смилянич в течение шести месяцев возгллавлял молодёжный состав «Рада».
В 2010—2011 годах работал в тренерском штабе Стевицы Кузмановского в армянском клубе «Бананц».
С конца февраля 2012 года Смилянич исполнял обязанности главного тренера «Рада». Под его руководством команда провела одну игру в сербской Суперлиге, одержав победу 0 — 1 над «Металацем». В начале марта Марко Николич занял пост главного тренера команды, а Смилянич стал его ассистентом.
В дальнейшем Смилянич работал совместно с Николичем в сербских клубах — «Войводина» (2013) и «Партизан» (2013—2015). С января по апрель 2016 года был в штабе Николича в словенской «Олимпии». После отстранения Николича, провёл одну встречу в качестве исполняющего обязанности главного тренера, одержав победу 0 — 1 над «Домжале».
В июне 2016 года вновь вошёл в штаб Кузмановского, на этот раз в болгарском клубе «Монтана». Однако, уже в августе перешёл в штаб Николича в белградском «Партизане». По итогам сезона 2016/17 «Партизан» выиграл чемпионат и Кубок страны.
В 2017—2018 годах работал с Николичем в венгерском клубе «МОЛ Фехервар». В этот период клуб выиграл чемпионат 2017/18, и стал обладателем Кубка Венгрии 2018/19.
В начале июня 2020 года Радойе Смилянич и сербский тренер Горан Басарич вошли в штаб Марко Николича в московском «Локомотиве».
С июня 2024 тренер ПФК ЦСКА.

## Личная жизнь
Радойе с детства болеет за белградский «Партизан». Есть сын Стефан (2007/2008 г.р.).